# Ain't Nothin' to Get Excited About
Albums de Liquorice John Death
The Long Goodbye
(1995) One More Time - Live in Utrecht 1992
(1999)
Ain't Nothing to Get Excited About est un album enregistré par les membres du groupe de rock Procol Harum en 1970 et publié en 1997 sous le pseudonyme « Liquorice John Death ». Il se compose de reprises de vieux standards du rock 'n' roll des années 1950, que les membres du groupe avaient eu l'occasion d'interpréter au début des années 1960, à l'époque où ils jouaient dans le groupe « The Paramounts ».
L'idée naît lors de l'enregistrement de l'album Home : afin de procéder à des essais sonores, le producteur Chris Thomas demande au groupe de jouer ce qu'ils veulent. Tout le monde s'amuse tellement à reprendre ces chansons que quelques mois plus tard, une fois l'album sorti, Thomas et le groupe réservent les studios Abbey Road une nuit entière pour poursuivre le même projet.
Jack Lancaster, saxophoniste de Blodwyn Pig, apparaît sur deux titres.
Le nom du groupe et de l'album, ainsi que sa pochette, sont l'œuvre de Dave Mundy, un ancien fan des Paramounts qui trouvait leur nom mauvais et insistait pour qu'ils le changent en « Liquorice John Death ». Après son suicide, en 1972, on découvre dans ses biens une peinture représentant la pochette d'un éventuel album de Liquorice John Death intitulé Ain't Nothing to Get Excited About. L'album sorti en 1997 lui est dédié.

## Titres
1. High School Confidential (Ron Hargrave, Jerry Lee Lewis) – 2:17
2. Kansas City (Jerry Leiber, Mike Stoller) – 3:40
3. Lucille (Albert Collins, Richard Penniman) – 3:21
4. Brand New Cadillac (Vince Taylor) – 1:37
5. Matchbox (Carl Perkins) – 2:28
6. Breathless (Otis Blackwell) – 2:59
7. Everything I Do Is Wrong (Charlie Rich) – 3:11
8. Old Black Joe (Stephen Foster, arr. Brooker, Copping, Trower, Wilson) – 3:07
9. Shopping for Clothes (Harris) – 3:33
10. Well, I... (Brooker, Copping, Trower, Wilson, Mundy) – 6:30
11. I'm Ready (Fats Domino, Al Lewis, Sylvester Bradford) – 2:51
12. The Girl Can't Help It (Bobby Troup) – 2:07
13. Keep a-Knockin' (Richard Penniman) – 1:24

## Musiciens
- Gary Brooker : piano, chant
- Chris Copping : orgue, basse
- Robin Trower : guitare
- B. J. Wilson : batterie
- Jack Lancaster : saxophone (9, 12)